# Paraguayaanse Guarani
De guarani (Spaans: guaraní) is de munteenheid van Paraguay. Eén guarani is 100 céntimos, maar door de inflatie wordt die onderverdeling niet meer gebruikt. De munteenheid is vernoemd naar het Guaraní-volk dat leeft in Bolivia en Paraguay.
Munten zijn beschikbaar in 50, 100, 500 en 1000 guarani. Er zijn bankbiljetten van 2000, 5000, 10.000, 20.000, 50.000 en 100.000 guarani in omloop.
De euro en de Amerikaanse dollar kunnen ook als betaaleenheid gebruikt worden.
Toen het een Spaanse kolonie was, werd de Spaanse escudo gebruikt. Na de onafhankelijkheid werd voornamelijk de Argentijnse peso (ARG) als munteenheid ingezet. De gouden munt Paraguayaanse peso fuerte (PYF), die naast de Argentijnse peso als lokale munteenheid gebruikt werd was hieraan 1 op 1 gekoppeld. Naast de gouden munt werd er ook een papieren munteenheid gebruikt: de Paraguayaanse peso (PYP) die hard devalueerde ten opzichte van de gouden munt door excessief bijdrukken van bankbiljetten. In 1943 werd het monetaire systeem vernieuwd en werd de guarani ingevoerd in een verhouding van 100:1 ten opzichte van de peso. Met deze vernieuwing werd ook het gebruik van de Argentijnse peso officieel afgeschaft. 